# كأس ديفيز 1946
كأس ديفيز 1946 هو الموسم 35 من  كأس ديفيز. فاز فيه منتخب الولايات المتحدة لكأس ديفيز.